# Salvatore Roncoroni
Salvatore Roncoroni (1900) è stato un calciatore italiano, di ruolo ala.

## Carriera
Ha giocato con la squadra lariana nel ruolo di ala oppure di centravanti per cinque consecutive stagioni, dal 1923 al 1926 con il Como, dal 1926 al 1928 con la Comense, in tutto  realizzando 22 reti in 78 partite di campionato, in Seconda Divisione con il Como e in Prima Divisione con la Comense.